# ミゲル・リンバ
ミゲル・アンヘル・リンバ・アルビス（Miguel Ángel Rimba Alvis、1967年11月1日-）は、ボリビア出身の元サッカー選手である。ポジションはディフェンダー。ボリビア代表選手として国際試合80試合に出場した。

## 来歴
1994 FIFAワールドカップではグループリーグの3試合に出場し、地元・ボリビアで開催されたコパ・アメリカ1997では決勝戦のメンバーに名を連ねた。
現役時代の大半をクルブ・ボリバルですごし、リーガ・デ・フットボル・プロフェシオナル・ボリビアーノでの6回の優勝に貢献した（1988年、1991年、1992年、1994年、1996年、1997年）。
選手生活の終盤にはアルゼンチンのアトレティコ・トゥクマンでプレーし、以降は2003年の引退までオリエンテ・ペトロレロ、レアル・サンタクルス、クルブ・アウロラなどボリビア国内のクラブでプレーした。
コパ・リベルタドーレスには通算で63試合に出場した。

## 所属クラブ
- クルブ・ボリバル 1988-1998
- アトレティコ・トゥクマン 1998-1999
- オリエンテ・ペトロレロ 1999-2000
- レアル・サンタクルス 2001-2002
- クルブ・ボリバル 2000-2001
- クルブ・アウロラ 2003

## 代表歴

### 出場大会
- ボリビア代表
  - 1994年 FIFAワールドカップ出場
  - 1997年 コパ・アメリカ出場

### 試合数
- 国際Aマッチ 81試合 0得点（1989年-2000年）[3]

| ボリビア代表 | 国際Aマッチ | 国際Aマッチ |
| 年           | 出場        | 得点        |
| ------------ | ----------- | ----------- |
| 1989         | 5           | 0           |
| 1990         | 0           | 0           |
| 1991         | 6           | 0           |
| 1992         | 0           | 0           |
| 1993         | 13          | 0           |
| 1994         | 16          | 0           |
| 1995         | 10          | 0           |
| 1996         | 13          | 0           |
| 1997         | 10          | 0           |
| 1998         | 0           | 0           |
| 1999         | 3           | 0           |
| 2000         | 5           | 0           |
| 通算         | 81          | 0           |